# Buteo oreophilus
La poiana africana dei monti (Buteo oreophilus Hartert & Neumann, 1914) è un uccello della famiglia degli Accipitridi dell'ordine degli Accipitriformi.

## Tassonomia
Buteo oreophilus ha due sottospecie:
- B. oreophilus oreophilus
- B. oreophilus trizonatus

## Distribuzione e habitat
Questo uccello è diffuso nelle foreste montane dell'Africa orientale (Etiopia, Kenya, Tanzania, Uganda, Ruanda, Burundi ed estremità orientale della Repubblica Democratica del Congo) e del Sudafrica.